# Holocentropus omega
Holocentropus omega là một loài Trichoptera hóa thạch trong họ Polycentropodidae.